# G-функція Мейєра
В математиці, G-функція що була введена Корнелісом Мейєром в 1936 році — дуже загальна функція, введена для того, що включити в себе більшість відомих спеціальних функцій як частковий випадок. Це не єдина спроба ввести таку функцію: the узагальнена гіпергеометрична функція та E-функція МакРоберта мають таку ж ціль, однак G-функція Мейєра включає і їх в себе як частковий випадок. Перше означення було зроблене Мейєром з допомогою рядів; сьогодні прийняте більш загальне означення з допомогою інтегралу вздовж траєекторії в комплексній множині, введене в своїй повній загальності by Arthur Erdélyi в 1953 році.
За сучасним означенням, більшість встановлених спеціальних функцій може бути виражено через G-функцію Мейєра. Чудовою властивістю також є те, що множина всіх G-функцій є замкнутою не лише відносно диференціювання але й відносно інтегрування. Разом з фактом що функціональне рівняння дозволяє вивільнити з G-функції G(z) будь-який фактор zρ з постійним степеним аргумента z, таке замикання приводить до того, що для будь-якої функції, що може бути виражена через G-функцію від добутку аргументів постійних степенів, f(x) = G(cxγ), похідна та первісна цієї функції f(x) теж виражається через G-функцію.
Ще більш загальною функцією, яка вводить додаткові параметри в G-функцію Мейєра є H-функція Фокса.

## Означення G-функції Мейєра
Загальне означення G-фунеції Мейєра дається наступним криволінійним інтегралом в комплексній площині:
{\displaystyle G_{p,q}^{\,m,n}\!\left(\left.{\begin{matrix}a_{1},\dots ,a_{p}\\b_{1},\dots ,b_{q}\end{matrix}}\;\right|\,z\right)={\frac {1}{2\pi i}}\int _{L}{\frac {\prod _{j=1}^{m}\Gamma (b_{j}-s)\prod _{j=1}^{n}\Gamma (1-a_{j}+s)}{\prod _{j=m+1}^{q}\Gamma (1-b_{j}+s)\prod _{j=n+1}^{p}\Gamma (a_{j}-s)}}\,z^{s}\,ds,}
де Γ позначає гамма-функцію. Цей інтеграл є інтегралом Мелліна-Барнса, і може розглядатись як зворотне перетворення Мелліна. Означення зроблене при наступних припущення:
- 0 ≤ m ≤ q і 0 ≤ n ≤ p, де m, n, p і q є цілими числами;
- ak − bj ≠ 1, 2, 3, … для k = 1, 2, …, n і j = 1, 2, …, m, в результаті чого жоден з полюсів Γ(bj − s), j = 1, 2, …, m, не матиме збігу з жодним з полюсів Γ(1 − ak + s), k = 1, 2, …, n
- z ≠ 0

## Представлення інших функцій через G-функцію

### Елементарні функції
Наступний список показує як елементарні функції виражаються через часткові випадки G-функції
{\displaystyle H(1-|x|)=G_{1,1}^{\,1,0}\!\left(\left.{\begin{matrix}1\\0\end{matrix}}\;\right|\,x\right),\qquad \forall x}
{\displaystyle H(|x|-1)=G_{1,1}^{\,0,1}\!\left(\left.{\begin{matrix}1\\0\end{matrix}}\;\right|\,x\right),\qquad \forall x}
{\displaystyle e^{x}=G_{0,1}^{\,1,0}\!\left(\left.{\begin{matrix}-\\0\end{matrix}}\;\right|\,-x\right),\qquad \forall x}
{\displaystyle \cos x={\sqrt {\pi }}\;G_{0,2}^{\,1,0}\!\left(\left.{\begin{matrix}-\\0,{\frac {1}{2}}\end{matrix}}\;\right|\,{\frac {x^{2}}{4}}\right),\qquad \forall x}
{\displaystyle \sin x={\sqrt {\pi }}\;G_{0,2}^{\,1,0}\!\left(\left.{\begin{matrix}-\\{\frac {1}{2}},0\end{matrix}}\;\right|\,{\frac {x^{2}}{4}}\right),\qquad {\frac {-\pi }{2}}<\arg x\leq {\frac {\pi }{2}}}
{\displaystyle \cosh x={\sqrt {\pi }}\;G_{0,2}^{\,1,0}\!\left(\left.{\begin{matrix}-\\0,{\frac {1}{2}}\end{matrix}}\;\right|\,-{\frac {x^{2}}{4}}\right),\qquad \forall x}
{\displaystyle \sinh x=-{\sqrt {\pi }}i\;G_{0,2}^{\,1,0}\!\left(\left.{\begin{matrix}-\\{\frac {1}{2}},0\end{matrix}}\;\right|\,-{\frac {x^{2}}{4}}\right),\qquad -\pi <\arg x\leq 0}
{\displaystyle \arcsin x={\frac {-i}{2{\sqrt {\pi }}}}\;G_{2,2}^{\,1,2}\!\left(\left.{\begin{matrix}1,1\\{\frac {1}{2}},0\end{matrix}}\;\right|\,-x^{2}\right),\qquad -\pi <\arg x\leq 0}
{\displaystyle \arctan x={\frac {1}{2}}\;G_{2,2}^{\,1,2}\!\left(\left.{\begin{matrix}{\frac {1}{2}},1\\{\frac {1}{2}},0\end{matrix}}\;\right|\,x^{2}\right),\qquad {\frac {-\pi }{2}}<\arg x\leq {\frac {\pi }{2}}}
{\displaystyle \operatorname {arccot} x={\frac {1}{2}}\;G_{2,2}^{\,2,1}\!\left(\left.{\begin{matrix}{\frac {1}{2}},1\\{\frac {1}{2}},0\end{matrix}}\;\right|\,x^{2}\right),\qquad {\frac {-\pi }{2}}<\arg x\leq {\frac {\pi }{2}}}
{\displaystyle \ln(1+x)=G_{2,2}^{\,1,2}\!\left(\left.{\begin{matrix}1,1\\1,0\end{matrix}}\;\right|\,x\right),\qquad \forall x}
Тут, H це Гевісайда.